# Відкритий чек
«Відкритий чек» або «Мені вистачить мільйона» (англ. Blank Check) — сімейна стрічка 1994 року режисера Руперта Вайнрайта, в якій знімались Браян Бонсолл, Карен Даффі, Мігель Феррер, Джеймс Ребгорн, Тоун Лоук, Джейн Аткинсон.

## Сюжет
Засуджений грабіжник банків Карл Квінглі тікає з в'язниці та їде до схованки з грошима.
11-річний Престон Вотерс росте в заощадливій родині, тому він відмовляється йти в парк розваг за запрошенням свого однокласника, бо його кишенькових грошей вистачило б лише на дитячі атракціони. Квінглі на машині врізається в Престона. Чоловік дає хлопчику чек, щоб батько заповнив його та купив йому новий велосипед. Престон роздруковує чек на 1 000 000 доларів та отримує по ньому готівку. Після того як партнер Карла Джус приходить за грошима виявляється, що отримати нічого. Квінглі та партнери починають розшукувати Престона, в то й час як він робить шалені покупки. Хлопцем починає цікавитись ФБР. Але агенти заарештовують справжніх злочинців, а батько Престона вибачається за свою суворість.

## У ролях
| Актор          | Роль            |
| -------------- | --------------- |
| Браян Бонсолл  | Престон Вотерс  |
| Карен Даффі    | Шай Стенлі      |
| Мігель Феррер  | Карл Квіглі     |
| Джеймс Ребгорн | Фред Вотерс     |
| Тоун Лоук      | Джус            |
| Джейн Аткінсон | Сандра Вотерс   |
| Майкл Лернер   | Едвард Бідермен |
| Майкл Фаустіно | Ральф Вотерс    |
| Кріс Деметрал  | Демієн Вотерс   |
| Деббі Аллен    | Івонна          |

## Створення фільму

### Виробництво
Зйомки фільму проходили в Техасі (США).

### Знімальна група
- Кінорежисер — Руперт Вайнрайт
- Сценаристи — Блейк Снайдер, Колбі Карр
- Кінопродюсери — Гері Аделсон, Крейг Бомгартен, Тоні Шимкін
- Композитор — Ніколас Пайк
- Кінооператор — Білл Поуп
- Кіномонтаж — Губерт де ла Бойлєре, Джилл Савітт
- Художник-постановник — Нельсон Коатс
- Артдиректор — Бертон Ренчер
- Художник-декоратор — Сесилія Родарт
- Художник з костюмів — Дебора Евертон[2]

## Сприйняття
Фільм отримав негативні відгуки. На сайті Rotten Tomatoes оцінка стрічки становить 11 % на основі 9 відгуків від критиків (середня оцінка 3,0/10) і 34 % від глядачів із середньою оцінкою 2,7/5 (96 302 голоси). Фільму зарахований «гнилий помідор» від кінокритиків та «розсипаний попкорн» від глядачів, Internet Movie Database — 5,2/10 (16 217 голосів).